# Björn De Coninck
Pour les articles homonymes, voir De Coninck.
Björn De Coninck, né le 20 juillet 1977 à Tielt en Belgique, est un footballeur belge, aujourd'hui retraité, qui joue au poste de défenseur ou de milieu de terrain.

## Palmarès
- 1 fois vainqueur de la Supercoupe de Belgique en 1996 avec le FC Bruges.
- 1 fois vainqueur de la Coupe de Belgique en 2001 avec Westerlo.